# Família Weasley
La Família Weasley són una família fictícia de mags de la saga de novel·les Harry Potter de JK Rowling. Això és principalment perquè el fill més jove, en Ron Weasley, és el millor amic del protagonista de la saga, Harry James Potter.
Els Weasley eren una de les poques famílies de "sang pura", encara que se'ls considerava traïdors de sang per associar-se amb muggles i mestissos. Els Weasley tenen set fills, tots pèl-rojos. Tots els Weasley han anat a la residència de Gryffindor a Hogwarts. Tots els germans Weasley, excepte en Bill i en Percy (els dos van ser Caps de Delegats), se sap que ha jugat en l'equip de quidditch de Gryffindor, i que en Charlie ha estat el capità de l'equip com a mínim en un dels seus anys escolars. En Charlie, en Bill, en Percy i en Ron també van ser escollits com a "Perfectes de Gryffindor". Els Weasley han estat tots membres de l'Orde del Fènix, amb l'excepció d'en Ron, en Percy, i la Ginny, que (a partir del final de Harry Potter i les relíquies de la Mort) no se sap que siguin membres de l'orde.

## La família

### Arthur Weasley
L'Arthur Weasley és el pare de la família Weasley i està casat amb la Molly Weasley amb qui té set nens, incloent-hi en Ron, protagonista de la saga Harry Potter. Durant la seva estada a Hogwarts, l'Arthur Weasley pertanyia a la residència de Gryffindor. És un dels tres fills (un altre és en Bilius) del matrimoni entre en Septimus i la Cedrella Weasley. Curiosament, això el fa un descendent de la rica i noble família Black, però la seva mare es desheretava per casar-se a una família de mags que eren "traïdors de sang". L'Arthur es descriu alt i prim, i porta ulleres. El seu aniversari és el 6 de febrer. Un home afable, alegre, tendeix a no ser l'autoritat de la família, paper que porta la seva muller, Molly.
L'Arthur treballa per la Conselleria d'Afers Màgics, inicialment al Departament contra l'Ús Indegut d'Objectes Muggles. Està obsessionat amb les invencions muggles, i té una col·lecció d'endolls, ja que està fascinat per l'electricitat. Al seu departament, a una subsecció menor i ridiculitzada del Departament d'Aplicació de la Llei Màgica, els faltava el finançament i el seu salari era insuficient per a mantenir la família. A Harry Potter i el misteri del Príncep, és ascendit a Cap de l'Oficina de Detecció de sortilegis defensius i objectes protectors falsos. La seva promoció és acompanyada per un augment de sou.
El senyor Weasley oficialment apareix primer a Harry Potter i la cambra secreta, juntament amb la resta de la família Weasley durant l'estiu abans que Hogwarts obrís. A Harry Potter i el calze de Foc, sembla que l'Arthur no es cregui plenament les històries d'en Harry de com el tracten els Dursley, i fins que no va amb ells a la Copa Mundial de Quidditch, no pren un interès més actiu en el benestar d'en Harry. A Harry Potter i l'orde del Fènix el senyor Weasley, en contra de Lord Voldemort, se sap que és un membre de l'Orde del Fènix i durant un dels seus torns al Ministeri de Màgia la serp Nagini, que estava actuant sota els atacs de control d'en Voldemort, l'ataca. En Harry, que està connectat mentalment amb en Voldemort, aconsegueix veure això en una visió i pot advertir les autoritats de Hogwarts. L'Arthur se salva posteriorment i s'envia just a temps a l'Hospital de lesions màgiques de Sant Mungo.
Estava pensat originalment per morir en aquella escena, però la Rowling no va suportar matar-lo en aquell moment, ni posteriorment a Harry Potter i les relíquies de la Mort. L'autora explicà que, finalment, no el matava perquè era un dels pocs bons pares que surt a la saga. Tanmateix, com que volia matar-ne algun, compensà la salvació de l'Arthur per les morts d'en Remus Llopin i la Nimfadora Tonks.
Mark Williams ha representat l'Arthur Weasley en les diverses filmacions de les obres d'en Harry (tret de la primera), i s'ha criticat que no portés ulleres en les pel·lícules, mentre que l'Arthur si que les porta als llibres.

### Molly Weasley
La Molly Weasley (el cognom de soltera és Prewett) està casada amb l'Arthur Weasley i és mare de set nens. La Molly Prewett pertany a la família de sang pura Prewett, i té dos germans, en Gideon i en Fabian Prewett. La Molly apareix per primera vegada a Harry Potter i la pedra Filosofal, quan Harry Potter és a l'estació de King's Cross esperant embarcar a l'Exprés de Hogwarts; la Molly amablement diu a en Harry com entrar a l'andana nou i tres quarts. A Harry Potter i la cambra secreta està furiosa amb en Fred, en George, i en Ron després que descobreixi que han pres el cotxe encantat de la família per anar a Surrey per rescatar en Harry dels Dursley, que l'havien empresonat a la seva habitació. Al començament de l'any escolar, la Molly envia a en Ron un xiulet, renyant-lo per tornar a agafar el cotxe familiar una altra vegada, aquest cop per anar a Hogwarts.
A Harry Potter i el pres d'Azkaban, la Molly i família van guanyar el sorteig del Periòdic Profètic i van utilitzar els diners per fer un viatge a Egipte i visitar en Bill. De tornada a la Gran Bretanya, es queda a la Marmita Foradada amb en Harry i l'Hermione. En Harry sent el senyor i la senyora Weasley discutint una nit sobre si dir la veritat sobre la suposada relació entre en Sirius Black i en Harry; l'Arthur diu que en Harry hauria de saber la veritat però la Molly, que diu que la veritat l'aterriria, l'assegura que en Harry estarà perfectament segur a Hogwarts amb la protecció d'en Dumbledore, i les ordres d'en Percy de mantenir vigilat en Harry a l'escola.
Quan en Harry arriba al Cau a Harry Potter i el calze de Foc, la Molly descobreix en Fred i en George experimentant amb llaminadures perilloses que estaven fabricant i els escridassa abans de marxar al Mundial Quidditch; tanmateix, després que la Marca de les Forces del Mal aparegués sobre el cel al campament del Mundial, la Molly es preocupa terriblement per a la seva família, i es retreu d'haer escridassat en Fred i en George, preocupada que alguna cosa els pogués passar després que els tractés tan horriblement. Quan en Harry és el campió del Torneig dels Tres Mags en contra de les regles, la Molly pateix per a la seva seguretat. Més tard al llibre, la Molly creu que la periodista Rita Skeeter diu la veritat sobre que l'Hermione traeixi el seu suposat "xicot" Harry Potter, però quan en Harry diu a la Molly la veritat, aquesta perdona l'Hermione immediatament. La Molly i en Bill arriben a Hogwarts per veure la Tercera Prova del Torneig dels Tres Mags, fent de convidats familiars d'en Harry; l'autora utilitza aquella escena per revelar una mica d'informació sobre els temps de la Molly a escola. Després del retorn d'en Lord Voldemort, en Dumbledore es veu forçat a reconstituir l'Orde del Fènix, preguntant a la Molly i a en Bill si ells i l'Arthur estan preparats per unir-s'hi i lluitar a la imminent Segona Guerra; i accepten la petició immediatament. Els consols de la Molly cap a en Harry fan que, per primera vegada en la seva vida, en Harry tingui algú per ser allà per a ell, com una mare. Al final del llibre, promet tenir a en Harry fora de l'abast dels Dursley tan aviat com sigui possible.
La Molly i els Weasley s'allotgen a la seu de l'orde, la Plaça Grimmauld número 12, a Harry Potter i l'orde del Fènix, on ella i en Sirius duien a terme la "descontaminació"/neteja de la seu de l'orde. La Rowling manifesta a Harry Potter i el misteri del Príncep que la Molly es troba amb l'esposa de Bill, Fleur Delacour, i constantment convida la Tonks per a sopar, fent esforços que portaven els altres a suposar que estava intentant aconseguir que en Bill i la Nimfadora tinguessin una relació. A més a més, la Molly també ha acabat acceptant la Botiga de bromes dels bruixots bessons, que té molt d'èxit. Al final de la novel·la, la Molly arriba a Hogwarts amb el seu marit i la Fleur per cuidar al seu fill Bill, que era ferotgement atacat a per Fenrir Esquenagrisa; la Fleur s'ofèn en gran manera quan la Molly conclueix que la Fleur interromprà la seva relació amb en Bill a causa de les seqüeles que l'hi hagi pogut fer l'atac; i la Fleur i la Molly comencen a sentir més estimació l'una de l'altra.
Al començament de Harry Potter i les relíquies de la Mort, la Molly i l'Arthur ofereixen el Cau com a seu d'orde quan la Plaça Grimmauld, número 12 ja no és segur. Se sent immensament incòmoda amb la decisió del trio de no continuar a Hogwarts, i inicialment intenta dissuadir-los de fer això. Mentre el casament de la Fleur i en Bill es duu a terme, la Conselleria diu que els esfondraments i Cavallers de la mort ataquen els convidats de casament mentre la protecció desapareixia, impulsant el trio a marxar. L'autor més tard revela que els Weasley estan segurs, però dissimulen diguent que en Ron té una malaltia; tanmateix, quan es bufa la coberta, es dirigeixen per a més seguretat a la casa d'un dels seus familiars, Auntie Muriel. Al final del llibre, la Molly i la seva família sencera lluiten en la Batalla de Hogwarts. A veure la mort d'en Fred, es torna devastada, i s'empeny a la vora quan Bellatrix Lestrange gairebé mata la Ginny amb la Maledicció d'Assassinat. Enfurismada, combat amb la Bel·latrix en un duel intens, matant la Bel·latrix amb una maledicció que llança al seu pit.
La Julie Walters ha aparegut com la Molly en totes les pel·lícules de Harry Potter que s'han fet.

### Bill Weasley
William Arthur "Bill" és el fill més gran de la Molly i l'Arthur Weasley. És també el marit de la Fleur Delacour. La informació que la Rowling ha posat de la data de naixement del personatge és el 29 novembre de 1970.
En Bill va estudiar a Hogwarts des de 1982 fins a 1988, durant la seva estada en el col·legi va ser nomenat prefecte. Al sortir va treballar al banc de Gringotts a Egipte ajudant a eliminar les malediccions de les piràmides.
En Bill té molt bona relació amb tots els seus germans, especialment amb la Ginny. Sempre es troba en problemes amb la seva mare a causa del llarg cabell que té amb el qual la seva mare no està d'acord, i sempre que té ocasió insinua tallar-se'l. Com el descriu en Harry, és "guai": vestit com per a un concert de rock, un ullal de collaret i botes de cuir de drac.
A Harry Potter i l'orde del Fènix, en Bill torna al Regne Unit per a unir-se a l'orde. Després d'un any de conèixer a la Fleur Delacour en Bill li proposa casar-se i ella ho accepta. La relació entre la Fleur, la Molly i la Ginny no és bona.
Durant una batalla a Harry Potter i el misteri del Príncep és atacat per Fenrir Esquenagrisa, un home llop, i en Bill queda malferit i els seus companys no saben amb seguretat si es convertirà en un home llop, ja que l'Esquenagrisa el va atacar sense estar transformat.
La Fleur, malgrat l'aparença d'en Bill (a causa dels atacs soferts) segueix amb la idea de casar-se amb ell. Després d'aquesta decisió la Molly millora el seu tracte cap a la Fleur. Ambdós es casen a l'inici del llibre set, encara que la festa de les seves noces acaba arruïnada pel fet de la Caiguda de la Conselleria en mans dels mortífags i l'òbvia mort del Conseller Rufus Scrimgeour durant el fet. La parella s'estableix en una casa en la platja, i s'amaguen amb l'encanteri Fidelio. Van fer servir-lo com refugi a en Harry mentre planejava el robatori a la cambra de la Bel·latrix Lestrange a Gringotts. Al final del llibre lluiten a la Segona batalla de Hogwarts.
A l'epíleg, es revela que té una filla amb la Fleur, de nom Victorie Weasley, aquesta promesa amb en Ted Lupin, fill dels difunts Remus Llopin (Remus Lupin) i Nimfadora Tonks (Nimphadora Tonks).
En el recent documental JK Rowling - A Year in the Life, l'autora mostra un arbre genealògic i ens revela que la parella va tenir dos fills més: una nena anomenada Dominique i un nen que es diu Louis.
A més diu que Victoire és anomenada d'aquesta manera, ja que va néixer durant l'aniversari de la Batalla de Hogwarts.

### Charlie Weasley
Charlie Weasley, nascut el 12 de desembre de 1973 és el segon fill de la Molly i l'Arthur Weasley.
Quan va estudiar a Hogwarts va ser perfecte, es diu que va ser el predecessor d'en Harry, com a cercador de quidditch, va aconseguir tres GNOMS i "Hauria pogut haver jugat per a la seleccion anglesa, si no hagués estudiat dracs" això és el que comentà Marc Roure, un dia mentre entrenava en Harry. En Charlie treballa amb dracs, a Romania, i és ell qui s'encarregarà de cuidar al jove ridgeback noruec Norbert, després que en Hagrid es veiés obligat a desfer-se d'ell a Harry Potter i la pedra Filosofal. Apareix després a Harry Potter i el calze de foc sent ell un dels que manipulen als dracs per a la primera prova del Torneig dels Tres Mags.
La seva composició és forta i musculosa i té les mans plenes de calls i ampolles i una cremada gran i brillant a causa del seu treball. Té cara bonatxona i tan plena de pigues que sembla bruna. El seu caràcter molt semblant al dels bessons encara que amb un grau més de maduresa. Va ser reconegut com el cercador més jove de l'equip de Gryffindor abans que arribés en Harry al col·legi.
A Harry Potter i les relíquies de la Mort, va presenciar les noces d'en Bill i la Fleur i li revela a en Hagrid que el drac que li va confiar és en realitat Norberta, una femella. En Charlie participa en la Batalla final de Hogwarts.
En Charlie no es va casar ni va tenir descendència, ja que estava més interessat en els dracs. Això va ser donat a conèixer en el documental J.K. Rowling - A Year in the Life.

### Percy Weasley
Percy Ignatius Weasley, és un personatge fictici de la sèrie de llibres de Harry Potter. Va néixer el 22 d'agost de 1976, sent el tercer fill de l'Arthur Weasley i la Molly Weasley.
El seu germà petit Ron és bon amic d'en Harry Potter i de l'Hermione Granger, amb els quals manté una bona relació, especialment amb l'Hermione a causa dels seus interessos per l'estudi i l'aprenentatge.
En Percy va entrar a Hogwarts l'any 1987, i se'l descriu com un noi alt i prim, amb el mateix cabell pèl-roig que la resta de la seva família. És descrit com el més intel·ligent de la família Weasley. Va ser perfecte de Gryffindor i Premi Anual per la qual cosa sempre es burlen d'ell en Fred i en George. A l'acabar els seus estudis entra a treballar a la Conselleria d'Afers Màgics amb el senyor Barty Crouch, posteriorment, per culpa del Conseller, Cornelius Fudge, es baralla amb tota la seva família, atorgant-se a si mateix el sobrenom d'"Imbècil de la Família", i no els veu durant un any, fins que, per ordre del nou Conseller Rufus Scrimgeour, va a visitar a la seva família encara que la seva visita es veu més com una obligació que com una acció voluntària. En Percy arriba a combatre al costat de la seva família a la batalla a Hogwarts, la reconciliació és emotiva entre la família, en Percy demana disculpes per haver estat tan ximple però que quan es va adonar del seu error sortir de la Conselleria era impossible i ell s'havia assabentat que els opositors a en Lord Voldemort es trobaven a Hogwarts per a la batalla i per això es trobava allà. Ell i en Ron Weasley es troben presents en la mort d'en Fred.
Posteriorment, en Percy va arribar a un important lloc d'oficial d'alt rang en el govern de Kingsley Shacklebolt.
En el recent documental J.K. Rowling - A Year in the Life, l'autora mostra un arbre genealògic on es desvela que en Percy es va casar amb una noia anomenada Audrey i va tenir dues filles: la Molly i la Lucy. En l'Epíleg, en Harry l'escolta parlant a King's Cross sobre regulacions d'escombres.

### Fred i George Weasley
En Fred i en George Weasley (ambdós nascuts l'1 d'abril de 1978), són els fills bessons de l'Arthur i la Molly Weasley.
El seu millor amic és en Lee Jordan- company de classes i còmplice d'entremaliadures- ambdós són dos dels amics més propers de Harry Potter i igual que ell, pertanyen a l'equip de quidditch de la casa Gryffindor. Els bessons tracten a en Harry millor que a en Ron, segurament a causa del caràcter rebel d'en Harry, ells adoren molestar tant a en Ron com a en Percy i són més propers a la seva germana menor Ginny -la qual és més similar a ells tant en físic com en caràcter- i viceversa.
A causa d'això sempre entren en grans conflictes amb el seu germà Percy. Igual que la resta de la família Weasley, ells són pèl-rojos i són descrits com dos joves prims, alts i de constitució forta amb el cabell pèl-roig bastant semblants al seu germà Charlie.
Des de la seva primera aparició a la saga, en Fred i en George han estat bromistes, tant a l'escola, com fora d'ella; interessats més a fer bromes noves que a estudiar, encara que demostren un alt grau de coneixement i habilitat per a crear bromes màgiques i trucs sorprenents no només a tota la seva família sinó també al professorat de Hogwarts sent anomenats per McGonagall com els nous James Potter i Sirius Black del col·legi.
I no resulta sorprenent, doncs, que els seus aniversaris siguin l'1 d'abril, ja que és el dia dels innocents a Gran Bretanya. Són personatges summament populars entre els seus fans, les seves bromes i entremaliadures són llegenda tant en les històries com en el món real, i el seu objectiu és seguir els passos dels seus ídols: Enllunat, Cuapelada, Forcat i Lladruc.
De vegades en Fred aparenta ser el més dominant dels bessons, encara que generalment treballen en equip. Van ser batedors de l'equip de quidditch de Gryffindor abans d'haver estat expulsats per la Dolors Umbridge (Dolores Umbridge) i conseqüentment quan en Dumbledore abandona el col·legi ells també ho fan a bord de les seves escombres les quals havien estat confiscades per la Umbridge.
Per a desgràcia de la seva mare, ells han estat els seus únics fills que no han estat perfectes (és important assenyalar que tampoc ho ha estat la seva germana menor, la Ginny). Les seves aparences i personalitats són tan indistingibles que són capaços fins i tot de prendre-li el pèl a la seva mare, qui una vegada els envià uns jerseis, un amb una "G" i l'altre amb una "F".
Els bessons es van intercanviar els jerseis i es van fer anomenar "Gred" i "Feorge". No obstant això, l'autora de la saga Harry Potter va comentar que el bessó amb més caràcter dels dos és en Fred.
A Harry Potter i el calze de foc, en Fred i en George comencen venent els seus propis articles de broma per correu sota la denominació "Bromes dels Bruixots Bessons".
Ells mateixos li van fer una broma al cosí d'en Harry, en Dudley Dursley, ja que quan els Weasley van ser al carrer Privet a recollir a en Harry, als bessons els van caure "accidentalment" a terra diversos caramels llamins estirallengües, en Dudley que es trobava fent dieta no va dubtar a menjar-se un dels caramels i aviat una enorme llengua va sortir de la seva boca, i per a poder tornar-la a la normalitat l'Arthur Weasley va haver de convèncer els oncles d'en Harry que li deixessin realitzar un sortilegi reductor en el seu fill; en els Mundials de Quidditch van impressionar a en Ludo Gepp, Director del Departament d'Esports i Jocs Màgics de la Conselleria d'Afers Màgics amb una de les seves varetes falses.
Malgrat l'obstinació de la seva mare de seguir els pas del seu pare per a treballar a la Conselleria d'Afers Màgics, les seves ambicions sempre ha estat de posseir una botiga d'articles de broma. En Harry (que ha invertit més diners que ningú en el projecte) va fer possible el somni dels bessons lliurant-los una bossa de 1000 galions, el premi del Torneig dels Tres Mags.
Els bessons han ajudat a en Harry al llarg de les sèries; a Harry Potter i la cambra secreta, ells juntament amb en Ron van ajudar a en Harry a escapar del seu càstig al carrer Privet.
A Harry Potter i el pres d'Azkaban li van lliurar a en Harry el Mapa de Magatotis perquè pogués anar a Hosgmade.
A Harry Potter i l'orde del Fènix van provocar un caos a Hogwarts amb intenció que en Harry no tingués problemes per a usar la xarxa migratòria al despatx de la Dolors Umbridge. Els bessons van ser membres de l'Exèrcit d'en Dumbledore, un grup impulsat per en Harry, en Ron i l'Hermione per a fer classes pràctiques de Defensa Contra les Forces del Mal.
Més tard en aquest mateix any, van ser expulsats de l'equip de Quidditch i van decidir deixar els estudis. No obstant això ells no van marxar abans de pagar tribut a en Dumbledore lliurant una batalla contra la Umbridge.
En aquest moment, Fred va començar a sortir amb Venus Melody Snape.
Quan la professora Umbridge els troba, en Fred i en George Weasley atreuen les seves escombres i s'escapen, encara que no sense abans dir en Fred a en Peeves que li faci la vida impossible a la Umbridge (En Peeves accepta per primera vegada l'ordre d'un alumne) i deixar un gran llac artificial a la meitat d'un passadís de Hogwarts (del que el professor Flitwick es va ocupar de deixar part com a mostra de tal malifeta). En Fred i en George Weasley han estat considerats com una de les llegendes de Hogwarts per aquesta feta a l'escapar damunt la seva escombra.
A Harry Potter i les relíquies de la Mort, ambdós són membres de l'Orde del Fènix. Quan en Harry s'escapa del carrer Privet, en George va perdre una orella per un encanteri realitzat per l'Snape, qui no la dirigia cap a ell sinó que anava a evitar un sortilegi cap a en Llopin.

## Més familiars

### Fleur Delacour
Fleur Isabelle Delacour és la dona d'en Bill Weasley. La seva primera aparició va ser donada a Harry Potter i el calze de foc, la seva segona aparició a Harry Potter i el misteri del Príncep i la seva última aparició és a Harry Potter i les relíquies de la Mort durant aquest any es casa amb Bill Weasley i tenen una filla, Victoire Weasley, que segons l'epíleg és promesa d'en Ted Llopin i el documental JK Rowling-Un any en la vida, l'autora revela que en Bill i la Fleur van tenir dos fills més: Dominique i Louis.
És d'origen francès, encara que és capaç de parlar anglès i castellà amb soltesa, però amb un fort accent. És aproximadament tres anys major que en Harry James Potter, pel que s'estima que va néixer el 1977.
La seva bella aparença pot contrastar de vegades amb la seva actitud arrogant i sobrada; llavors, aquestes peculiaritats fan enfadar alguns membres de la família Weasley, i per això hi ha una burla sobre ella entre alguns membres i amics de la família, (regular i principalment amb la seva cunyada Ginny Weasley), en la qual nombroses vegades li diu Fleuma
Va participar com en el Torneig dels Tres Mags que es va realitzar a Hogwarts, representant al col·legi de màgia Beauxbatons.
Durant la primera prova, en la que s'havia d'evitar un drac, en un rugit li va cremar la faldilla i ella la va apagar amb un raig d'aigua de la seva vareta (Aquamenti).
En la segona prova rep un total de vint-i-cinc punts al no poder rescatar al seu ostatge per un atac de Ganyotus.
En la tercera prova va ser atacada per Viktor Krum, que estava sota la maledicció imperativa.
A Harry Potter i el misteri del Príncep es va revelar que ella s'anava a casar amb en Bill Weasley.
A Harry Potter i les relíquies de la Mort es casa amb en Bill Weasley i en l'epíleg, es revela que té una filla amb en Bill, de nom Victorie. S'esmenta que la seva filla Victoire pel que sembla és novia d'en Teddy Llopin, que és fill d'en Remus Llopin i la Nimfadora Tonks, assassinats durant la segona batalla de Hogwarts: en Remus Llopin va ser assassinat per Antonin Dolohov i la Nimfadora Tonks va ser assassinada per la Bel·latrix Lestrange.

#### La seva versió fílmica
El personatge va ser interpretat per l'actriu francesa Clémence Poésy en la quarta pel·lícula de la saga. El personatge és representat amb la mateixa força, bellesa i seguretat que té Fleur, però sense el desdeny i menyspreu per Hogwarts que fa que a alguns fans els desagradi. De fet, la seva versió fílmica la fa molt agradable als espectadors per la seva personalitat i carisma.
L'actriu va ser triada d'entre centenars d'actrius franceses, perquè la J.K. Rowling va insistir que es respectés l'autenticitat del personatge, permetent que només actrius franceses audicionaren per al paper. El director Mike Newell va ser personalment a París a conèixer-la, on es va convèncer que era perfecta per al paper quan només quedaven 10 candidates. Molts fans declaren que la Clémence Poésy té molt de la Fleur en ella mateixa pel seu encant, seguretat en si mateixa i bellesa, encara que la Clémence assegura ser més senzilla i relaxada que la Fleur.

### Gabrielle Delacour
Gabrielle Delacour és la germana de Fleur Delacour. Aparentment, cursarà els seus estudis en l'acadèmia màgica francesa de Beauxbatons quan tingui l'edat suficient. A Harry Potter i el calze de foc, en Harry suposa que no tindrà més de vuit anys, la qual cosa significaria que va néixer al voltant de 1987.
La Gabrielle va ser interpretada per l'Angelica Mandy en l'adaptació cinematogràfica de Harry Potter i el calze de foc.
Igual que la seva germana Fleur, la Gabrielle no és totalment humana; la seva àvia era una bela. A més, dona la impressió de ser bastant semblant a la seva germana major, amb la mateixa cabellera rossa platejada.
Durant el Torneig dels Tres Mags, la Gabrielle va ser triada juntament amb la Xo Xang, l'Hermione Granger i en Ron Weasley com els ostatges submarins que havien de rescatar els campions, en representació de la persona que més valoraven. La Fleur no va assolir rescatar a la Gabrielle a temps per culpa d'un atac de, però afortunadament, en Harry ja l'havia salvat; això va fer que l'actitud de la Fleur cap a ell, inicialment desagradable, canviés per complet.
Aquest succés va tenir clarament cert efecte sobre la Gabrielle també, atès que a Harry Potter i el misteri del Príncep, la Fleur Delacour diu que ella només sap paglag de Hagui Potteg. A més, la Gabrielle assistí a les noces de la Fleur i en Bill Weasley, com una de les dames d'honor (La Ginny Weasley serà l'altra).

## Nebots de la família Weasley

### James Potter
James Sirius Potter és el fill gran del matrimoni entre Harry James Potter i Ginny Weasley. Nascut, com a mínim un any abans que el seu germà Albus. És desconegut el color dels seus cabells. Té el nom del pare d'en Harry, el seu avi, i el del padrí d'en Harry, i se'l descriu similar als seus homònims. Malgrat els esforços d'en Harry per amagar el Mapa de Magatotis dels seus fills, en James aconsegueix agafar-lo de l'escriptori del seu pare una nit. És desconegut si va saber fer funcionar el mapa.
En l'epíleg de Harry Potter i les relíquies de la Mort, 19 anys després de la derrota d'en Voldemort, en James es descriu marxant cap a cursar, com a mínim, el seu segon any d'educació a Hogwarts. Encara que és possible que sigui tot des de les 12 a 17 d'edat al final del llibre, les seves actituds suggereixen que no és gaire més gran que els seus germans, i és insinuat per la Ginny Weasley que el seu primer any era un davant del seu germà Albus.

### Albus Potter
Albus Severus Potter és el segon fill, d'onze anys, de Harry Potter i Ginny Potter i el seu nom prové de dos directors de l'escola Hogwarts de màgia i bruixeria, Albus Dumbledore i Severus Snape, que segons en Harry era "possiblement l'home més valent que he conegut".
D'acord amb el llibre, dels fills d'en Harry, és el que se li assembla més físicament i és l'únic que hereta els ulls verds de la mare d'en Harry, Lily Potter.
Tot i que la seva participació en la saga és molt breu, Albus apareix dinou anys després de la batalla de Hogwarts just quan agafa per primera vegada el Hogwarts Express per començar els seus estudis de màgia. Concretament, Albus li mostra al seu pare la por per ser sortejat i enviat a Slytherin i no a Gryffindor, com el seu germà, els seus pares i els seus avis. En Harry el consola dient-li que el Barret que Tria també té en compte les decisions de l'alumne, com en el cas d'en Harry mateix.
La relació amb el seu germà, James Sirius Potter és bona, i, a diferència d'ell, l'Albus és un nen tranquil. Un dels seus millors amics és la seva cosina, Rose Weasley, filla d'en Ron Weasley i l'Hermione Granger. La Rose té la mateixa edat que l'Albus i apareix a Hogwarts per primera vegada amb ell.
Dins de les diferents nissagues de la sèrie de Harry Potter, Albus és el nebot de Ron Weasley i Hermione Weasley i el net de James i Lily Potter i de Arthur i Molly Weasley. Té dos germans James Potter i Lily Potter. Albus també és cosí de Rose Weasley i Hugo Weasley.
No se sap en quina residència entra finalment el fill d'en Harry (ni l'autora ho ha revelat posteriorment), però cal considerar que les seves inicials "ASP", són un tipus de serp, i podria ser que això fos una pista intencionada donada per l'autora, que a més ha declarat que aquest és el més "interessant" dels tres fills d'en Harry, donant així una esperança als fans de realitzar una història sobre ell en el futur.

### Lily Potter
Lily Luna Potter és l'única filla del matrimoni entre en Harry i la Ginny, i és el més jove dels tres nens en la família. Se li posà el nom de la mare d'en Harry i "l'amiga estimada" dels seus pares, la Luna Lovegood, i els cabells pèl-rojos els ha heretat de la seva mare i les dues àvies. S'assembla a la Ginny i a la senyora Weasley. És dos anys més jove que el seu germà, Albus.
En l'epíleg de Harry Potter i les relíquies de la Mort, estava acompanyant els seus pares que estaven escortant en James i l'Albus al Hogwarts Exprés. La seva personalitat sembla similar a la de la seva mare Ginny, que actuava similarment quan se la introduïa al primer llibre. Quan veia que els seus germans marxen sobre l'exprés de Hogwarts, desesperadament volia anar-se'n també, repetint la reacció de la Ginny quan els seus germans marxaven a Harry Potter i la pedra Filosofal.

### Rose Weasley
Rose Weasley és la filla més gran d'en Ron Weasley i l'Hermione Granger. A l'epíleg de Harry Potter i les relíquies de la Mort, se n'està anant a fer el seu primer any a Hogwarts. És del mateix any que l'Albus, el fill d'en Harry i la Ginny, i sembla que hagi desenvolupat la ment aguda de la seva mare. També pot compartir la por d'Albus de ser ordenat a Slytherin mentre es diu que sembla sinistra quan fa el seu pare broma que si no se l'ordena a Gryffindor la desheretaria. Se li mana de broma que no sigui un amic de l'Scorpius Malfoy, el fill d'en Draco Malfoy, i batre'l en tots els seus exàmens. Com la seva mare feia, és fixat que portava els seus vestits de Hogwarts més d'hora que necessitat. També té un germà més jove, l'Hugo Weasley, que sembla tenir la mateixa edat que Lily Luna Potter.

### Hugo Weasley
L'Hugo Weasley és, com es descriu a l'epíleg, el fill més jove de l'Hermione i en Ron. És més o menys de l'edat de la Lily Luna Potter, la filla de la Ginny i en Harry, i per això encara no ha començat Hogwarts.

### Victoire Weasley
Victoire Weasley (nascuda el 2 de maig de 2000) és la fill més gran de la Fleur Delacour i en Bill Weasley i la més gran dels nebots Weasley. Fou anomenada així perquè va néixer durant l'aniversari de la Batalla de Hogwarts. La Victoire només és esmentada en l'epíleg de Harry Potter i les relíquies de la Mort quan en James Potter (fill d'en Harry) la va veure amb en Ted Llopin, fill d'en Remus Llopin i la Nimfadora Tonks, i també el fillol d'en Harry. Està cursant el seu setè any de Hogwarts.

### Altres fills
- Dominique Weasley,[13] segona filla d'en Bill i la Fleur.
- Louis Weasley, fill d'en Bill i la Fleur.
- Molly Weasley, primera filla d'en Percy i l'Audrey.
- Lucy Weasley, segona filla d'en Percy i l'Audrey.
- Fred Weasley,[14] fill d'en George i l'Angelina Johnson.
- Roxanne Weasley, filla d'en George i l'Angelina.

## El Cau
La casa de la família Weasley, coneguda com El Cau, és situada al poble de St. Ottery Catchpole, on també s'hi troba la casa dels Lovegood, els Diggory i els Fawcett. El Cau era la seu de l'orde del Fènix a Harry Potter i les relíquies de la mort.
A Harry Potter i la cambra secreta, en Harry fa una descripció d'El Cau: "Feia tota la pinta d'haver estat una gran cort de pedra, a la qual s'havien afegit unes quantes habitacions aquí i allà de manera que ara teia uns quants pisos d'alt. Estava tan torta que semblava que s'aguantés per art de màgia (la qual cosa, va recordar en Harry, probablement era certa). De la teulada vermella penjaven quatre o cinc xemeneies que semblava que haguessin de caure. Clavat a terra a prop de l'entrada, hi havia un cartell tort que deia "El Cau". Rere la porta d'entrada hi havia un desgavell de botes de plàstic i una marmita molt rovellada. Unes quantes gallines grasses de color marró picotejaven el terra del pati."
Els Weasley tenen un inusual (possiblement únic) rellotge, una manifestació de l'ansietat de la Molly pel benestar de la seva família. En comptes de dir el temps, cada broca representa un Weasley i assenyala a un terme que indica què fan; quan en Harry arriba a El Cau a Harry Potter i el misteri del Príncep, quan en Voldemort enceta la guerra al món dels mags, totes les broques assenyalen "risc de mort". No se sap on van obtenir aquest rellotge, encara que la Molly comenta que no coneix ningú més que en ...

## Mascotes i animals
Hi ha molts animals de companyia i els animals associats a la família Weasley.
- L'Scabbers, una rata que havia estat a la família Weasley durant dotze anys. Primer pertanyia a en Percy, però més tard va pertànyer a en Ron. Al final de Harry Potter i el pres d'Azkaban, es descobreix que l'Scabbers és Ben Babbaw (Peter Pettigrew), un animag i cavaller de la mort que havia estat amic d'en James i la Lily Potter.
- Porcupintí (Pigwidgeon en anglès) o "Porc" (Pig en anglès), és la nova mascota d'en Ron, un mussol petit, un regal d'en Sirius Black degut a la pèrdua de l'Scabbers, després dels esdeveniments del tercer llibre. La Ginny l'anomena Porcupintí, però en Ron, que odia el nom, el sobrenomena Porc.
- L'Hermes, el mussol d'en Percy, que era un regal dels seus pares per haver estat escollit prefecte durant el seu cinquè any a Hogwarts.
- L'Errol, un antic mussol gris que serveix el correu de la família. Té problemes de càrrega a causa de la seva edat avançada, sovint necessita ajuda d'altres mussols. Se'l troba sovint inconscient després d'estavellar-se contra coses o col·lapsar de l'esgotament enorme.
- Els Weasley tenen gnoms pertot arreu el seu pati del darrere.

## El cotxe del Senyor Weasley
L'Arthur Weasley tenia un Ford Anglia que havia encantat posteriorment; consegüentment, el vehicle pot volar, tornar-se invisible, i portar la família sencera malgrat les seves dimensions d'interior anteriorment no-encantades, entre altres habilitats. El cotxe és robat pels seus fills (Fred, George i Ron) que l'utilitzen per rescatar Harry de la casa dels Dursley. En Ron i en Harry roben el cotxe una altra vegada per retornar a Hogwarts, després que en Dobby bloquegés l'Andana 9¾. Després que arribin a escola, aterren davant el Pi Cabaralla i el cotxe fuig al Bosc Prohibit.
El cotxe reapareix quan en Harry i en Ron visitaen l'Aragog al bosc: quan la gran aranya vol fer servir en Harry i en Ron de menjar per la seva colònia, el cotxe els ataca. La seva condició actual s'irrevela; Ron havia comentat que el vehicle encantat s'havia tornat "salvatge" i així havia operat autònomament, com un ésser viu.